# Завод ЗПГ у Висоцьку
Завод ЗПГ у Висоцьку – завод із виробництва зрідженого природного газу у Ленінградській області Росії.
Малий завод зі зрідження став до ладу в 2019 році. Його проектна потужність становить 0,66 млн тон ЗПГ на рік (дві лінії по 0,33 млн тон), при цьому в 2023-му фактичне виробництво склало 0,81 млн тон.
Необхідний ресурс подається мм від газопроводу Ленінград – Виборг по відгалуженню довжиною 41 км та діаметром 530.
Для зберігання продукції призначений резервуар ємністю 42 тисячі м3, а її вивіз відбувається танкерами ємністю до 30 тисяч м3. Також завод може відвантажувати ЗПГ у автоцистернах.
Проект реалізували через компанію «Кріогаз-Висоцьк», найбільшими учасником якої є «Новатек» (51%) та Газпромбанк (41,4%).